# Incurvaria aenella
Incurvaria aenella är en fjärilsart som beskrevs av Hermann von Heinemann. Incurvaria aenella ingår i släktet Incurvaria och familjen bladskärarmalar. Inga underarter finns listade i Catalogue of Life.